# Gambian People’s Party (1987)
Die Gambian People’s Party (GPP) (deutsch Gambische Volkspartei) war eine sozialistische Partei in Gambia.

## Geschichte
Nach dem von Yahya Jammeh angeführten Militärputsch von 1994 wurde die von Assan Musa Camara im Jahr 1987 gegründete Partei verboten und die Teilnahme an Wahlen untersagt.

## Wahlergebnisse
| \| Wahlergebnisse \| Wahlergebnisse \| Wahlergebnisse \| Wahlergebnisse \| Wahlergebnisse \| \| Wahl \| Jahr \| Stimmenanzahl \| Stimmenanteil \| Sitze oder Präsidentschaftskandidat \| \| --------------- \| -------------- \| ------------------- \| ------------------- \| ----------------------------------- \| \| Präsidentschaft \| 1987 \| 27.751 \| 13,3 % \| Assan Musa Camara \| \| Parlament \| 1987 \| 31.604 \| 14,9 % \| 0 von 36 \| \| Präsidentschaft \| 1992 \| \| \| Assan Musa Camara \| \| Parlament \| 1992 \| 13.937 \| 6,9 % \| 2 von 36 \| \| Präsidentschaft \| 1996 \| Teilnahme untersagt \| Teilnahme untersagt \| Teilnahme untersagt \| \| Parlament \| 1997 \| Teilnahme untersagt \| Teilnahme untersagt \| Teilnahme untersagt \| | Stimmanteile (in %) 15%10% 5% 0% 8792 |                     |                     |                                     |
| Wahlergebnisse |                                       |                     |                     |                                     |
| Wahl | Jahr                                  | Stimmenanzahl       | Stimmenanteil       | Sitze oder Präsidentschaftskandidat |
| Präsidentschaft | 1987                                  | 27.751              | 13,3 %              | Assan Musa Camara                   |
| Parlament | 1987                                  | 31.604              | 14,9 %              | 0 von 36                            |
| Präsidentschaft | 1992                                  |                     |                     | Assan Musa Camara                   |
| Parlament | 1992                                  | 13.937              | 6,9 %               | 2 von 36                            |
| Präsidentschaft | 1996                                  | Teilnahme untersagt | Teilnahme untersagt | Teilnahme untersagt                 |
| Parlament | 1997                                  | Teilnahme untersagt | Teilnahme untersagt | Teilnahme untersagt                 |